# Escriptura japonesa
Per factors històrics, els japonesos fan gran ús de diversos tipus d'escriptura:
- Kana (o sil·labaris)
  - Hiragana
  - Katakana
  - Furigana
- Kanji (o lletres xineses)

També fan servir un tipus d'escriptura per a la romanització, o transcripció a neologismes de l'alfabet romà:
- Romaji (rōmaji)